# Livonia (Michigan)
Livonia ist eine Stadt im Nordwesten von Wayne County in Michigan, USA. In der Stadt leben 95.535 Menschen (Stand: Volkszählung 2020). Sie liegt 35 Kilometer von Detroit entfernt. Die Stadt hat eine Fläche von 92,8 km², was einer Bevölkerungsdichte von 1.033 Menschen pro km² entspricht. Die Stadt stellt eine principal city der Metro Detroit dar.

## Demografische Daten
Die Bevölkerung (2000) setzt sich folgendermaßen zusammen:
- Weiße 95,45 %
- Asiaten 1,94 %
- Hispanics 1,22 %
- Mischlinge 1,11 %
- Afroamerikaner 0,95 %
- Andere 0,33 %
- Ureinwohner 0,22 %

## Söhne und Töchter der Stadt
- Alfred Noble (1844–1914), Bauingenieur
- Olivia Brown (* 1960), Schauspielerin
- Cindy Oak (* 1961), Skirennfahrerin
- Mike Donnelly (* 1963), Eishockeyspieler, -trainer und -scout
- Thaddeus McCotter (* 1965), Politiker
- Sheila Christine Taormina (* 1969), Triathletin, Schwimmerin und Fünfkämpferin
- Mike Modano (* 1970), Eishockeyspieler
- Dana Schutz (* 1976), Künstlerin
- David Moss (* 1981), Eishockeyspieler
- Ryan Kesler (* 1984), Eishockeyspieler
- Dani Woodward (* 1984), Pornodarstellerin
- Aaron Palushaj (* 1989), Eishockeyspieler
- Adam Bedell (* 1991), Fußballspieler
- Torey Krug (* 1991), Eishockeyspieler